# Ancistrus malacops
Ancistrus malacops är en fiskart som först beskrevs av Cope 1872.  Ancistrus malacops ingår i släktet Ancistrus och familjen Loricariidae. Inga underarter finns listade i Catalogue of Life.